# UD Oliveirense
UD Oliveirense är en portugisisk idrottsförening som bildades den 25 oktober 1922. Fotbollslaget spelar i Liga Portugal 2. Oliveirense har även lag i rullskridskohockey och basket.